# Piąta góra
Piąta Góra (port. O Monte Cinco) − powieść Paula Coelho wydana w roku 1997. Pierwsze wydanie polskie w tłumaczeniu Grażyny Misiorowskiej i Barbary Stępień ukazało się w  1998.

## Opis fabuły
Książka opowiada o Eliaszu, proroku zmuszonym do ucieczki z rodzinnego miasta. Objawił mu się anioł i powiedział co powinien dalej robić i dokąd pójść. Bohater uczynił to, co polecił mu anioł: udał się do domu niewiasty z dzieckiem, która miała go przyjąć, napoić i nakarmić. Następnie Eliasz zakochał się w kobiecie, zwalczał jednak to uczucie, gdyż uważał, że jest wybrańcem Boga. Niewiasta zginęła podczas wojny. Dopiero po tym wydarzeniu Eliasz uświadomił sobie siłę swojego uczucia do niej. Zrozumiał także, iż powinien zmienić swoje życie.
Bohater podczas swojej tułaczki zwątpił w Boga, jednakże dzięki licznym wyzwaniom rzuconym przez los, ostatecznie uwierzył w jego istnienie. Uznał także, że to właśnie on został wyznaczony i wyróżniony wśród ludzi aby wiernie służyć Bogu.